# Parnass-Brunnen (Hannover)

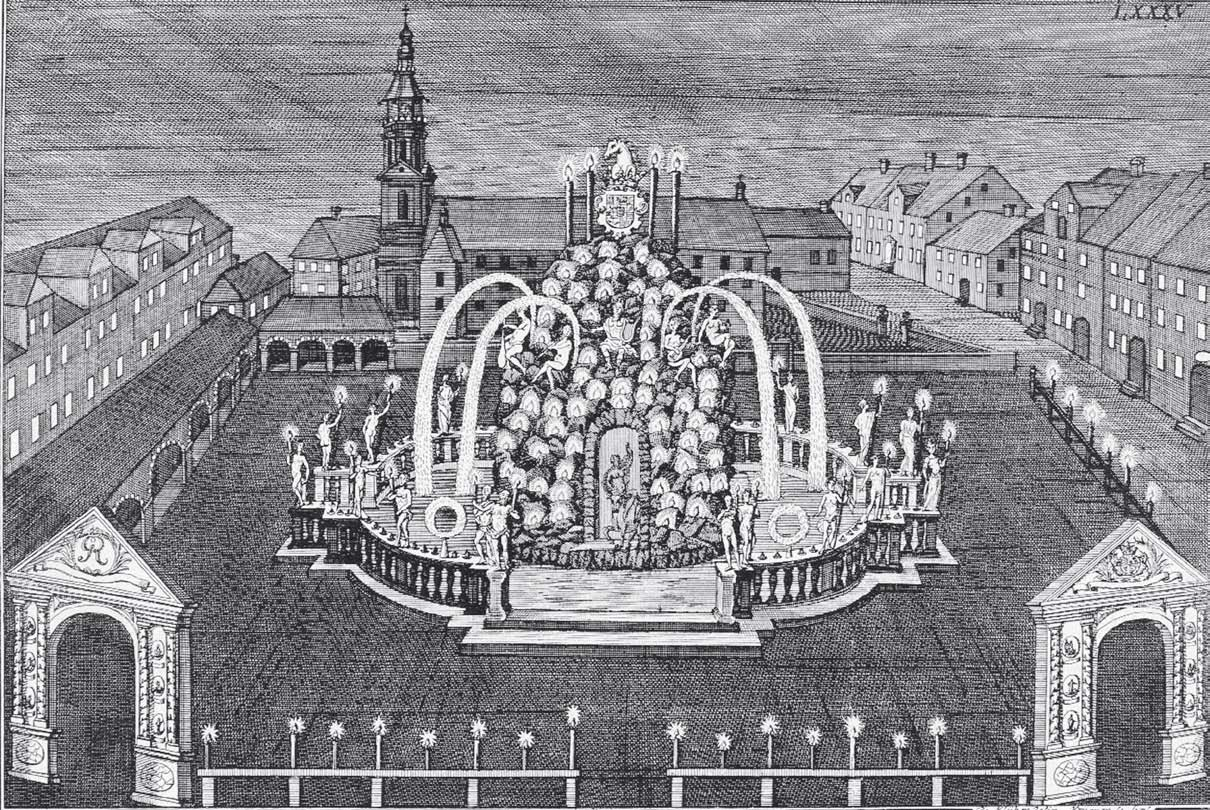
Der in den 1670er Jahren errichtete Parnassbrunnen auf dem Neustädter Markt; Zeichnung und Kupferstich von Johann Anton de Klyher, 1727

Der Parnass-Brunnen (auch: Apollobrunnen) war ein in der Calenberger Neustadt bei Hannover installierter barocker Kunst-Brunnen auf dem Neustädter Markt.

## Geschichte
Der Kunstbrunnen entstand auf Veranlassung des absolutistisch regierenden Herzog Johann Friedrich unter der Leitung von Johann Duve. Hieronymo Sartorio lieferte 1671 das Modell dazu. Die technische Installation lag seit 1678 in den Händen von Michael Riggus. Anfangs wurde der Brunnen durch doppelte Röhren gespeist, die vom Teich am Küchengarten zum Neustädter Markt führten. Ab 1778 wurde der Brunnen durch die mit vier Pumpen arbeitende Flusswasserkunst an der Leine südlich des Leineschlosses gespeist.
Dargestellt war Parnass, der Berg der Musen, als Felsengrotte mit Symbolen der seinerzeit bekannten vier Kontinente. Außerdem Apoll, neun Musen sowie zwanzig allegorische Figuren auf der Balustrade. Bekrönt war der Brunnen durch ein Ross mit dem Wappen des Herzogtums von Braunschweig-Lüneburg.
1802 wurde der Brunnen abgebrochen. Ungeklärt ist bis heute (Stand: 2009), wo die Figuren des Brunnens verblieben sind.

## Nachfolgebrunnen
Der 1802 auf dem Neustädter Markt abgebrochene Parnassbrunnen wurde ersetzt
- von 1829 bis 1914 durch den Schlossbrunnen; der älteste erhaltene städtische Brunnen steht heute auf dem Hannah-Arendt-Platz vor dem Leineschloss;[5]
- ab 1916 durch den von Georg Herting geschaffenen Duve-Brunnen; seit 1953 vereinfacht auf Mittelstreifen des Leibnizufers,[6]
- und schließlich durch den 1973/74 von Max Sauk geschaffenen und von Margot und Friedrich Engelke gestiftete Tischbrunnen.[7]